# Xã Lawrence, Quận Roberts, South Dakota
Xã Lawrence (tiếng Anh: Lawrence Township) là một xã thuộc quận Roberts, tiểu bang Nam Dakota, Hoa Kỳ. Năm 2010, dân số của xã này là 260 người.